# Shadow Reichenstein
Shadow Reichenstein – amerykański zespół założony w 2001 roku w Dallas, grający mieszankę rocka gotyckiego, horror punka i deathrocka. Inspiracją grupy są stare horrory oraz klasyczny rock and roll. Wydali dwie długogrające płyty, w 2007 roku odbyli także europejską trasę "Werewolf Order – European Invasion" odwiedzając głównie Niemcy, ale także Szwajcarię, Holandię, Austrię, Czechy i Polskę.

## Skład
- Shadow Reichenstein – wokal, gitara elektryczna
- Boog Nasty – perkusja
- Curt Saxon – gitara elektryczna
- James Ogre – gitara basowa

## Dyskografia
1. It's Monster Rock (2001, LP)
2. Bela Was A Junkie (2003, singel)
3. Werewolf Order (2005, LP)